# 阪田伊都
阪田伊都（10月15日—），日本女性配音員。出身於千葉縣。81 Produce所屬。O型血。

## 演出作品

### 電視動畫
2002年
- PIANO（學生C）

2007年
- Over Drive（學生）
- 花漾明星KIRARIN（女孩子）
- 決鬥大師Zero（小孩）
- 造夢同人誌（二道、長菜夏美的母親）
- 南瓜剪刀（貴婦人）
- Venus Versus Virus（女孩子）
- 神奇寶貝鑽石&珍珠（飄飄球3）

2008年
- RD 潛腦調查室（首席介助士）
- Ultraviolet Code-044（主任）
- 骷髏13 (2008年版)（都市乘客）

2009年
- 銀魂（百華）
- 東之伊甸（秘書）

2011年
- 戰國少女 ～桃色異傳～（行司）

### OVA
2008年
- 皮卡丘探險俱樂部（大牙狸）

2009年
- XXXHOLiC 春夢記（旅館女性C）

### 電影動畫
2009年
- 東之伊甸 劇場版I The King of Eden（新入社員、黑衣人士）

### 外語配音

#### 電視影集
- 複製陰謀 (第4季)－第5集。

### 廣播
- 優王！好（第7期主持人）

## 外部連結
- 81 Produce公式官網的聲優簡介 （页面存档备份，存于） （日語）
- （日語）－阪田伊都的官方個人部落格。